# Tresviso
Tresviso település Spanyolországban, Kantábria autonóm közösségben. Tresviso Cabrales, Peñamellera Alta, Peñamellera Baja, Peñarrubia és Cillorigo de Liébana községekkel határos. Lakosainak száma 53 fő (2024).

## Népesség
A település népessége az elmúlt években az alábbi módon változott:
| Lakosok száma | 59   | 63   | 85   | 80   | 74   | 69   | 70   | 62   | 54   | 53   |
|               | 2001 | 2004 | 2007 | 2009 | 2012 | 2014 | 2017 | 2019 | 2022 | 2024 |